# Widad Bertal
Widad Bertal est une boxeuse et championne marocaine née le 31 août 1999.

## Biographie

### Carriere
Widad Bertal est médaillée de bronze dans la catégorie des moins de 54 kg aux Championnats d'Afrique de boxe amateur 2022 à Maputo.
Elle est médaillée d'or dans cette même catégorie aux championnats d'Afrique de boxe amateur 2023 à Yaoundé ainsi qu'aux Jeux panarabes de 2023 à Alger, aux Jeux africains de 2023 à Accra, aux Championnats d'Afrique de boxe amateur 2024 à Kinshasa et  aux championnats du monde féminins de boxe amateur 2025 à Niš.